# 三角座XX
三角座XX（XX Trianguli）是一顆位於三角座的獵犬座RS型變星，是光譜型 K0III 的橙色巨星。三角座XX因為有一個直徑遠比太陽巨大的星斑而聞名。該星斑是以都卜勒成像法發現於1999年。